# Pelikaan (plaats)
Pelikaan is een Nederlandse buurtschap in de Noord-Brabantse gemeente Moerdijk. Het telt enkele tientallen inwoners.
Pelikaan ligt langs de Klundertseweg, richting Zevenbergen. De buurtschap is zo klein, dat het soms alleen nog als een straat wordt aangeduid. Tot 1 januari 1997 viel Pelikaan onder de gemeente Klundert, waar het als dorp werd erkend. Bij de gemeentelijke herindeling in dat jaar ging de gemeente Klundert samen met de gemeenten Fijnaart en Heijningen, Zevenbergen, Willemstad en Standdaarbuiten op in de gemeente Moerdijk. Pelikaan ligt afgelegen van de andere kernen in de gemeente. Het is te zien vanaf de A17 waar het dicht bij ligt.
Steden: Klundert · Willemstad · Zevenbergen

Dorpen: Fijnaart · Moerdijk · Heijningen · Helwijk · Langeweg · Noordhoek · Standdaarbuiten · Zevenbergschen Hoek 

Buurtschappen: Achterdijk · Barlaque · Bovensluis · Drie Hoefijzers · Driehoek · De Druif · Hoekske · Kade · Kreek · Kwartier · Lochtenburg · Nieuwemolen · Noordschans · Oranjeoord · Oudemolen · Pelikaan · Roodevaart · Stadse Dijk · Strooiendorp · Tonnekreek · Zevenhuizen · Zwingelspaan

Noord-Brabant: Steden en dorpen      Nederland: Provincies · Gemeenten